# Jechezkel Hen
Jechezkel Hen (hebrejsky: יחזקאל הן, žil 1882 – 4. dubna 1952) byl sionistický aktivista, izraelský politik a poslanec Knesetu za stranu Mapaj.

## Biografie
Narodil se ve městě Boryslav v tehdejším Rakousku-Uhersku (pak Polsko, dnes Ukrajina). Získal židovské náboženské vzdělání, navštěvoval učitelský seminář v Kyjevě. Učil na hebrejských školách v Sovětském Rusku, dokud tyto školy nebyly zavřeny nařízením Jevsekcije. Roku 1925 přesídlil do dnešního Izraele. Byl pak učitelem a inspektorem ve vzdělávacích ústavech provozovaných odborovým svazem Histadrut. Vyučoval na učitelském semináři Levinsky.

## Politická dráha
V izraelském parlamentu zasedl po volbách v roce 1951, kdy kandidoval za Mapaj. Byl členem parlamentního výboru pro vzdělávání a kulturu. Zemřel během funkčního období, v poslaneckém křesle ho nahradila Rachel Cabari.